# 628. pehotni polk (Wehrmacht)
Za druge 628. polke glejte 628. polk.
628. pehotni polk (izvirno nemško Infanterie-Regiment 628) je bil eden izmed pehotnih polkov v sestavi redne nemške kopenske vojske med drugo svetovno vojno.

## Zgodovina
Polk je bil ustanovljen 11. februarja 1940 v WK XVII za Oberrhein; polk je bil dodeljen 556. pehotni diviziji.
Štab je bil nameščen v Strebensdorfu, I. bataljon v Wöllensdorfu, II. v Linzu in III. v Hamelnu.
Zaradi hitrega zaključka francoske kampanje je bil polk 13. avgusta 1940 razpuščen; bataljoni so bili reorganizirani v samostojne Heimatwach bataljone.